# 吉姆·沃森
詹姆斯·亚历山大·沃森（英語：James Alexander "Jim" Watson，1961年7月30日—），加拿大政治人物，1997年-2000年和2010年-2022年间兩度出任安大略省渥太华市长。他曾于1991年-97年間出任渥太華市議員，2003年-10年間則以安大略自由黨黨員身份出任安大略省議會渥太華西—尼皮安選區議員，並曾在省長麥堅迪內閣中先後出任消費者及商業事務廳長（2003年-05年）、衞生推廣廳長（2005年-07年）和城鎮事務及房屋廳長（2007年-10年）。

## 早年生活
吉姆·沃森生于魁北克省蒙特利尔市，在該省西南部拉許特（Lachute）成長。因應父親工作所需，他童年時期隨家人遷居國內數處，包括魁省比肯斯菲爾德（Beaconsfield）以及安省康山和薩尼亞。他從薩尼亞的北方高中畢業，後遷居渥太華並在該市的卡尔顿大学就讀，大學第二年出任麗都河學生宿舍協會主席，1983年從該校公共事務学院取得大眾傳播文學士學位。他畢業後曾在安省數份本地報章工作，後則投身聯邦政府出任公務員，陸續晉升至國會下議院議長的通訊總監。

## 涉足市政
剛在渥太華舊南區購入一間半獨立屋的沃森有感市府徵收的物業稅項高昂，而他亦對政客向選民信口開河的行爲感到厭倦，因此決意投身市政。他於1991年渥太華市選中競逐首都市選區（Capital Ward）市議員席位並告當選，首度出任民選公職。他出任市議員後倡議市府減低薪金及其他營運開支，並於1992年將其爲數700元的市議員薪金增幅捐贈予慈善機構。他於1994年市選中連任首都市選區議員，並自願削減其市議員薪金13%。1997年市選他改為競逐市長並以82%得票率當選，年屆36歲的沃森遂成為渥太華歷來最年輕市長。
當時安省政府計劃改革省内行政區劃，當中包括將渥太華市與其周邊城鎮及其對上的渥太華—卡爾頓區合併成新的渥太華市；外界視合併後渥太華市的市長職位為沃森和時任渥太華—卡爾頓區主席薛雅禮（Bob Chiarelli）之爭。在民調支持度落後薛雅禮的沃森於1999年宣布不會競逐合併後市長職位，並於其市長任期屆滿前於2000年8月提早離職，改任加拿大旅遊委員會總裁至2002年。他其後短暫重返傳媒業，主持渥太華CHRO電視台的午間新聞資訊節目，並每周為《渥太華公民報》撰寫專欄。

## 轉投省政

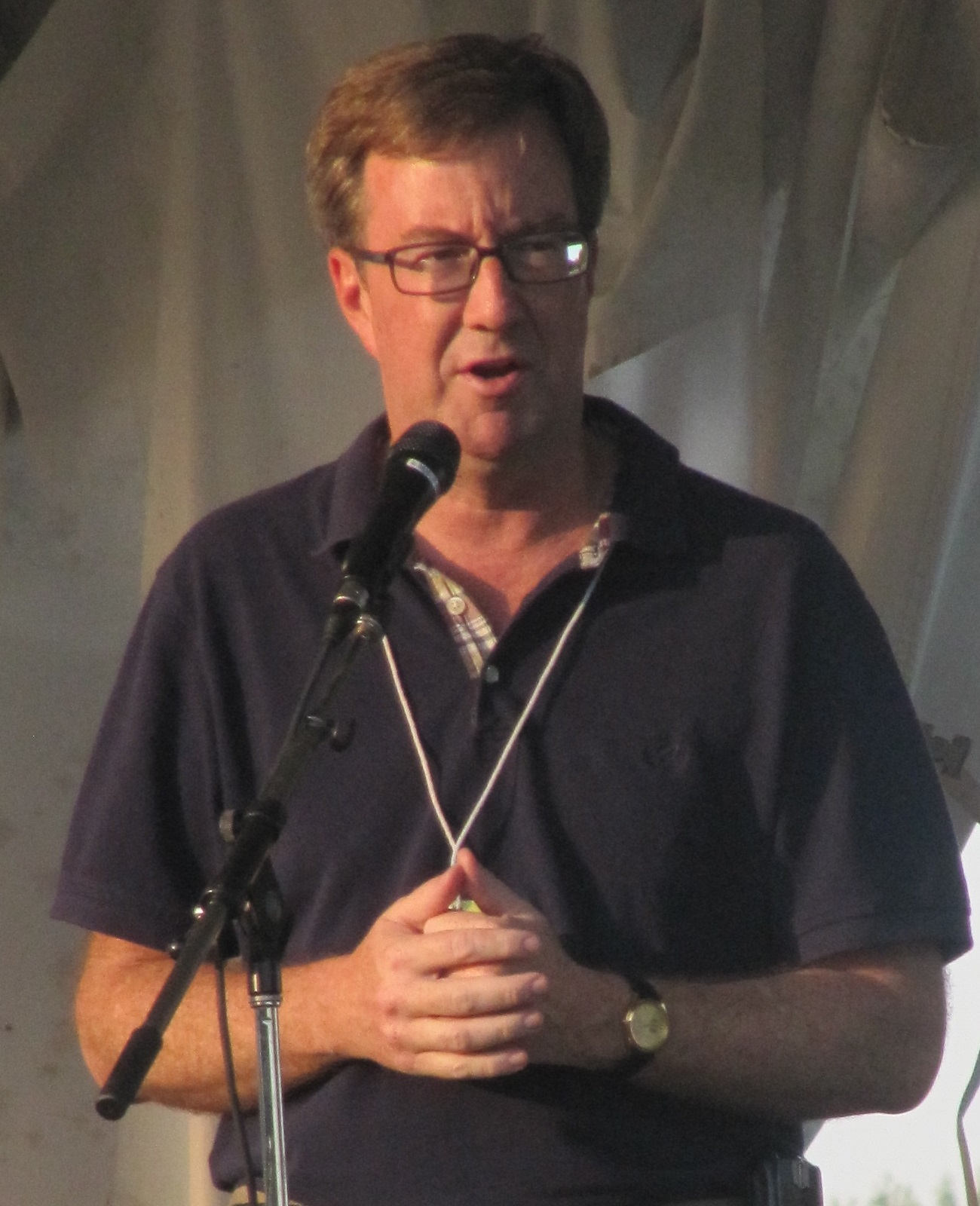
任職省議員的沃森（2009年）

沃森於2003年省選中代表安省自由黨競逐省議會渥太華西—尼皮安選區（Ottawa West—Nepean）議席，以47%得票率擊敗尋求連任的進步保守黨候選人，首度出任省議員並獲省長麥堅迪任命為消費者及商業事務廳長。他任内於2004年春季促成省府和聯邦政府達成協議，在省内多處由該兩級政府提供一站式服務以便省民；該協議其後延伸至市鎮級政府，居民自此可在渥太華市政廳等地獲取多項三級政府服務。
麥堅迪於2005年6月調動內閣，沃森改任首任衞生推廣廳長，任内省府於2006年5月通過《無煙安大略法令》，省内所有餐廳、酒吧和賭場等公眾場所自此全面禁煙。
沃森於2007年省選連任渥太華西—尼皮安選區省議員，並獲麥堅迪任命為城鎮事務及房屋廳長。他於2008年2月引入項目資助省内低收入家庭在往後五年時期繳付租金。同年10月省府從市鎮級政府接管部分事務，涉及金額約為15億元，以期舒緩市鎮級政府開支；牽涉範疇包括急救和公眾衞生事務、公共交通、殘疾支援項目、和物業税項評估等。

## 重回市府

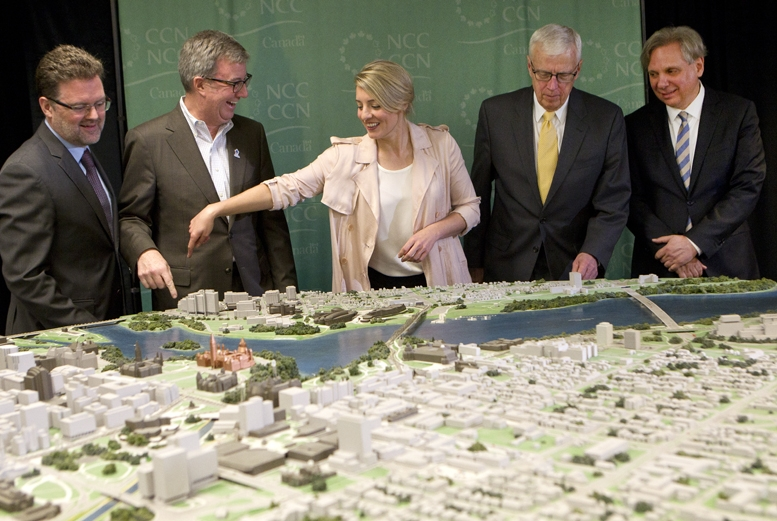
渥太華和加蒂諾兩市市長成為國家首都委員會成員當日（2016年）；左二為沃森

沃森於2010年1月12日宣布辭去省議員和廳長職務，並競逐同年10月舉行的渥太華市長選舉；他最終以49%得票率贏取市長職位。他重返市府後凍結自己的市長薪金，並削減市長辦公室預算10%，又承諾物業稅增幅少於2.5%。他引入一系列措施確保市府廉潔和透明運作，包括聘用操守專員、成立說客註冊表、以及規定市府民選人員需在市府網站公布開支記錄。他凍結市府社區康樂服務收費四年，並兩度裁減市府職員總數，又促成渥太華投資推廣署。
渥太華兩項耽誤多年的大型項目在沃森該屆市長任期得以落實：市議會於2012年10月通過蘭斯頓公園（Lansdowne Park）振興項目，再於同年12月一致通過興建渥太華輕鐵聯邦線。
沃森在2014年市選以76.20%得票率連任市長。此後市府成功從聯邦政府獲取11億5千萬元撥款，讓聯邦線輕鐵繼續對外延伸。沃森又爭取渥太華和加蒂諾兩市市長成為國家首都委員會（National Capital Commission）成員；兩市市長終在2016年獲邀成為該委員會的官守成員，但沒有投票權。
2018年市選，沃森以71.03%得票率再度連任市長。2021年3月20日，他成為渥太華史上在任時間最長的市長。他於同年12月10日則宣布不會在翌年市選中競逐連任市長。2022年自由車隊抗議活動導致渥太華市中心一帶交通癱瘓，沃森遂於2月6日宣布渥太華市進入緊急狀態。

## 個人生活
2019年渥太華同志自豪活動舉行前，沃森在8月17日的《渥太華公民報》撰文出櫃，成為渥太華首位公開同性戀身份的市長。

## 外部連結
- 官方网站